# Kacy Catanzaro
Kacy Esther Catanzaro (Glen Ridge, 14 de janeiro de 1990) é uma lutadora profissional, ex-ginasta e corredora de obstáculos americana. Ela é mais conhecida por seu tempo na WWE, onde atuou sob o nome de ringue Katana Chance. Juntamente com Kayden Carter, foi uma vez campeã de duplas femininas do NXT, detendo o recorde da maior reinado na história do título, e uma vez campeã de duplas femininas da WWE. Carter e Chance também são a primeira equipe feminina a conquistar os Campeonatos de Duplas Femininas da WWE e do NXT.
Antes de sua carreira no wrestling profissional, Catanzaro competiu no programa de esportes da televisão American Ninja Warrior, onde se tornou a primeira mulher a completar o percurso City Qualifiers e a primeira mulher a completar o percurso City Finals.

## Juventude e educação
Nascida em Glen Ridge, Nova Jérsei, Catanzaro cresceu em Belleville, onde frequentou a Belleville High School. Ela é de ascendência italiana. Catanzaro estudou na Towson University em Towson, Maryland, de 2009 a 2012, cursando educação infantil com uma bolsa de estudos atléticos.

### NCAA
Catanzaro competiu na ginástica pela Towson na Divisão I da National Collegiate Athletic Association. Ela fez sua estreia na temporada de 2009. Catanzaro ajudou a equipe de ginástica dos Towson Tigers a vencer o Campeonato da Eastern College Athletic Conference em 2009 e 2010. Em seu último ano, foi nomeada Ginasta do Ano da Região Sudeste em 2012. Além disso, foi eleita Ginasta do Ano da Eastern College Athletic Conference em 2012 e foi a competidora mais bem classificada dessa conferência naquele ano.

## Carreira em corridas de obstáculos

### American Ninja Warrior
Ela trabalhou para a Alpha Warrior, uma academia de percurso de obstáculos em San Antonio, Texas, a partir de fevereiro de 2013.
Catanzaro passou dois anos treinando para o American Ninja Warrior ao lado de seu então namorado e co-competidor Brent Steffensen. Embora não tenha completado o percurso de qualificação em Venice, Califórnia, foi convidada como wildcard para as finais de 2013, onde caiu logo no início do percurso do Giant cycle/ring.
Em 2014, Catanzaro se tornou a primeira mulher a completar o percurso de qualificação da sexta temporada do American Ninja Warrior, subindo a parede inclinada na sua segunda tentativa com o tempo de 5:26.18 nos qualificadores de Dallas, ficando em 21º lugar entre 30 competidores. Isso a tornou a primeira mulher a subir a parede inclinada em uma competição. Mais tarde, em 2014, Catanzaro competiu nas finais de Dallas do American Ninja Warrior, sendo a primeira mulher a completar um percurso City Finals (e a segunda mulher a tentar após Jessie Graff na quinta temporada), qualificando-se para as finais nacionais em Las Vegas com um tempo de 8 minutos e 59 segundos. Seu feito de completar um percurso City Finals não foi igualado por outra mulher até cinco anos depois, na temporada de 2019.
Sobre a performance de Catanzaro nas finais de cidade de 2014, o comentarista e apresentador Akbar Gbaja-Biamila comentou: "Eu vi grandeza durante minha carreira na NFL... E eu fiquei admirado por pessoas, mas realmente estou em admiração por Kacy." A corrida foi especialmente notável porque, devido à sua estatura baixa, muitos dos obstáculos pareciam difíceis de gerenciar e, em um caso, ela teve que pular entre pranchas, enquanto outros competidores podiam atravessá-las. Seu feito a tornou um fenômeno nas redes sociais, com sua performance sendo vista mais de 100 milhões de vezes; apoiadores no Twitter criaram a hashtag #MightyKacy (em português, #PoderosaKacy).
Catanzaro não conseguiu completar a primeira etapa das Finais Nacionais em Las Vegas. Ela passou pelos três primeiros obstáculos, incluindo o Giant Ring e o Silk Slider, antes de cair ao tentar o Jumping Spider, onde sua extensão total era simplesmente curta demais para manter a posição.

## Carreira na luta livre profissional

### WWE (2017–2025)

#### Primeiros anos (2017–2020)
Em 4 de janeiro de 2017, Catanzaro fez um teste para a WWE no WWE Performance Center. Foi anunciado em 28 de agosto, durante o Mae Young Classic, que Catanzaro havia assinado um contrato com a WWE. Em 18 de janeiro de 2018, a WWE anunciou oficialmente que Catanzaro havia se apresentado no WWE Performance Center. Ela fez sua estreia no ringue em um evento ao vivo do NXT em 19 de abril, em Sanford, Flórida, em uma luta contra Reina González, da qual saiu derrotada.
Catanzaro continuou a fazer aparições em 2018, tanto em shows ao vivo quanto na televisão do NXT; ela lutou como face e se inspirou no slogan "Five Feet of Fury" (em português: um metro e cinquenta e dois de fúria) da também lutadora da WWE Alexa Bliss, fazendo referência à sua própria baixa estatura. No segundo episódio do Mae Young Classic, que foi ao ar em 12 de setembro, Catanzaro fez sua estreia televisionada em uma vitória contra Reina González na primeira rodada. No episódio 5, ela perdeu na segunda rodada para Rhea Ripley. Em 27 de janeiro de 2019, Catanzaro fez sua estreia no plantel principal, entrando no Royal Rumble como número 19 e durando 10:45, antes de ser eliminada por Ripley. Ela faria sua estreia no NXT em seguida, em 13 de março.
Em setembro de 2019, foi relatado que Catanzaro havia se demitido da WWE e se aposentado do wrestling profissional devido a uma lesão nas costas que estava enfrentando. Ela retornou no episódio do NXT em 15 de janeiro de 2020 como uma participante surpresa em uma battle royal feminina. Catanzaro revelou em uma entrevista que tirou um tempo de folga porque tinha dúvidas sobre continuar na indústria do wrestling profissional.

#### Dupla com Kayden Carter (2020–2025)
No episódio de 16 de setembro do NXT, Catanzaro fez dupla com Kayden Carter em uma vitória contra Jessi Kamea e Xia Li. Elas participaram do torneio Dusty Rhodes Tag Team Classic Feminino de 2021, derrotando Mercedes Martinez e Toni Storm nas quartas de final, mas foram derrotadas por Dakota Kai e Raquel González nas semifinais. Em seguida, elas entraram em rivalidade com Xia Li, após serem constantemente atacadas por ela nas semanas seguintes. Catanzaro perdeu para Li no episódio de 24 de fevereiro do NXT e teve sua perna lesionada após a luta. No ano seguinte, Catanzaro e Carter participaram novamente do Dusty Rhodes Tag Team Classic Feminino em 2022, onde derrotaram Ivy Nile e Tatum Paxley, da Diamond Mine, na primeira rodada, mas perderam para Kay Lee Ray e Io Shirai nas semifinais. Em 19 de abril, o nome de ringue de Catanzaro foi alterado para Katana Chance. Chance e Carter conquistaram o Campeonato de Duplas Femininas do NXT em uma luta fatal four-way de eliminação de duplas, eliminando por último a Toxic Attraction (Gigi Dolin e Jacy Jayne), no episódio de 2 de agosto do NXT, marcando o primeiro título de wrestling profissional de Kacy. Elas defenderam os títulos contra Doudrop e Nikki A.S.H. no evento Worlds Collide, e contra Nikkita Lyons e Zoey Stark nos episódios de 25 de outubro e 8 de novembro do NXT. Em 8 de janeiro de 2023, Catanzaro e Carter se tornaram as campeãs com o reinado mais longo da história do Campeonato de Duplas Femininas do NXT. No episódio de 24 de janeiro do NXT, elas defenderam com sucesso os títulos contra Alba Fyre e Sol Ruca. No evento NXT Vengeance Day, Chance e Carter perderam os títulos para Fallon Henley e Kiana James, encerrando seu reinado recorde em 186 dias.
Como parte do Draft da WWE de 2023, Chance e Carter foram escolhidas para a marca Raw. Elas fizeram sua estreia no plantel principal no episódio de 5 de junho do Raw, em uma derrota para as campeãs de duplas femininas da WWE, Ronda Rousey e Shayna Baszler. Quase seis meses depois, elas derrotaram Chelsea Green e Piper Niven para conquistar os títulos, tornando-se a primeira dupla feminina a vencer tanto o Campeonato de Duplas Femininas da WWE quanto o Campeonato de Duplas Femininas do NXT. Chance e Carter fizeram sua primeira defesa bem-sucedida de título no episódio de 8 de janeiro de 2024 do Raw, ao derrotarem Green e Niven em uma revanche. No episódio de 26 de janeiro do SmackDown, elas perderam os títulos para The Kabuki Warriors (Asuka e Kairi Sane), do grupo Damage CTRL, encerrando seu reinado em 39 dias.
Em fevereiro de 2025, Chance e Carter foram transferidas para a marca SmackDown como parte da janela de transferências pós-Draft de 2024. Em 2 de maio, ambas foram dispensadas da WWE.

## Outras mídias
Catanzaro fez sua estreia em videogames como parte da DLC Banzai Pack do WWE 2K22. Ela também apareceu no WWE 2K23, WWE 2K24 e WWE 2K25 sob o nome de ringue Katana Chance.

## Vida pessoal
Catanzaro namorou anteriormente o lutador profissional Ricochet. Atualmente, ela está em um relacionamento com o treinador de fitness Naoufal Abouelhouda.

## Títulos e prêmios

### Ginástica
- USA Gymnastics Junior Olympics Program
  - Level 10 (USA Gymnastics)[55]
- National Collegiate Athletic Association
  - Campeonatos da Conferência Atlética do Eastern College (2009, 2010)[56]
  - Ginasta Regional Sudeste do Ano (2012)[10]
  - Ginasta do Ano da Eastern College Athletic Conference (2012)

### Luta profissional
- Pro Wrestling Illustrated
  - PWI a colocou na #63ª posição das 100 melhores lutadoras individuais no PWI Female 100 em 2019[57]
  - PWI a colocou na #78ª posição das 100 melhores duplas no PWI Tag Team 100 em 2023 - com Kayden Carter
- WWE
  - Campeonato de Duplas Femininas da WWE (1 vez) – com Kayden Carter[58]
  - Campeonato de Duplas Femininas do NXT (1 vez) – com Kayden Carter[59]